# Hásságy
Hásságy (deutsch Haschad, kroatisch Ašađ) ist eine ungarische Gemeinde im Kreis Bóly im Komitat Baranya.

## Geografische Lage
Hásságy liegt 13 Kilometer südöstlich des Komitatssitzes Pécs und 12 nordwestlich der Kreisstadt Bóly an dem Fluss Ellendi-patak und dem See Hásságyi-halastó. Nachbargemeinden sind Magyarsarlós, Ellend, Berkesd, Olasz und Birján.

## Geschichte
Hásságy wurde 1058 erstmals urkundlich erwähnt. Im Jahr 1907 gab es in der damaligen Kleingemeinde 83 Häuser und 548 Einwohner auf einer Fläche von 1402 Katastraljochen.

## Sehenswürdigkeiten
- Römisch-katholische Kirche Páduai Szent Antal, erbaut 1753 im barocken Stil
- Römisch-katholische Kapelle Szent Rókus, erbaut 1769
- Römisch-katholische Kapelle Szentháromság, erbaut 1890, in den Weinbergen jenseits des Sees gelegen
- Weltkriegsdenkmal

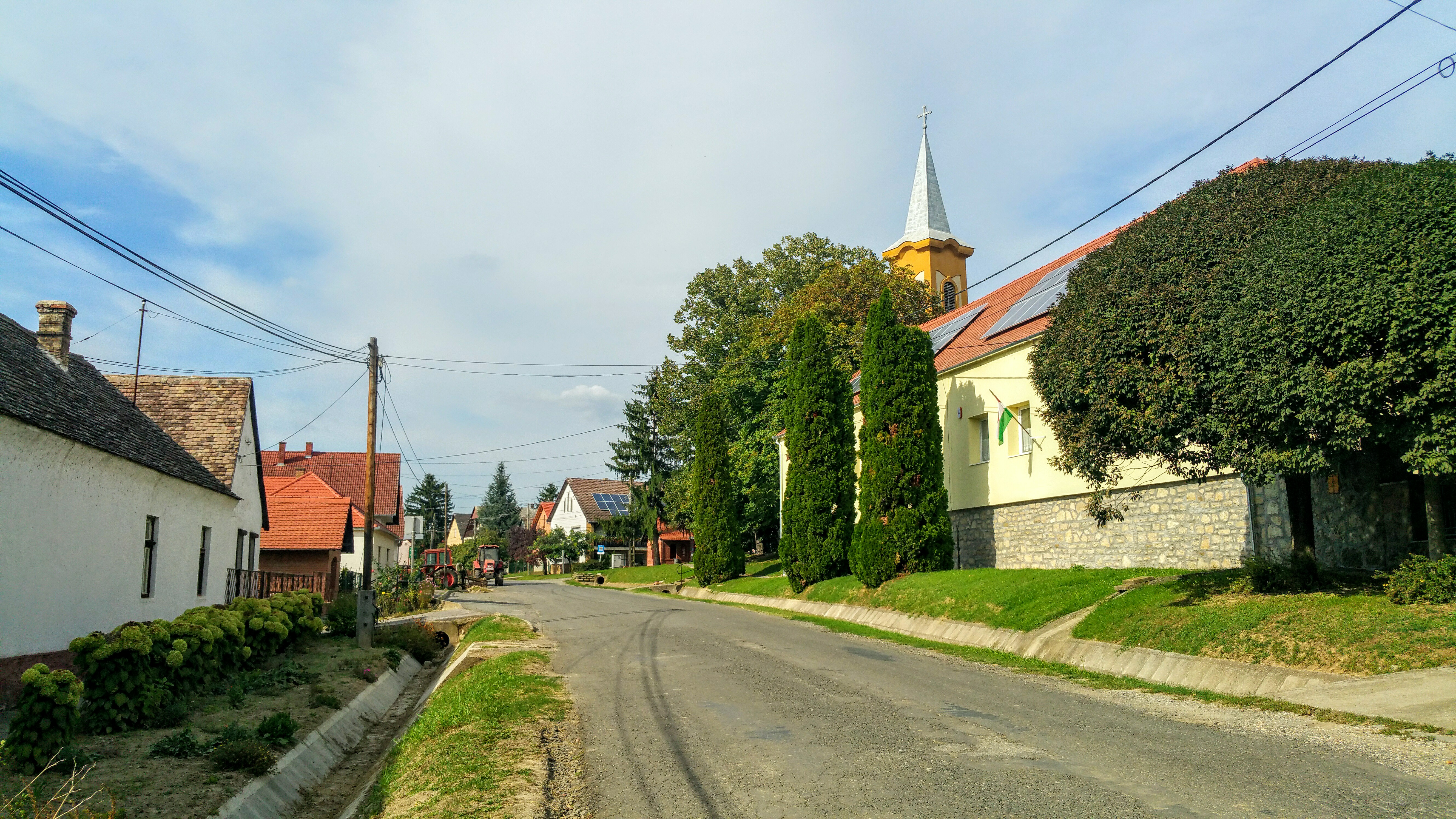
Ortsmitte mit Blick auf die Kirche
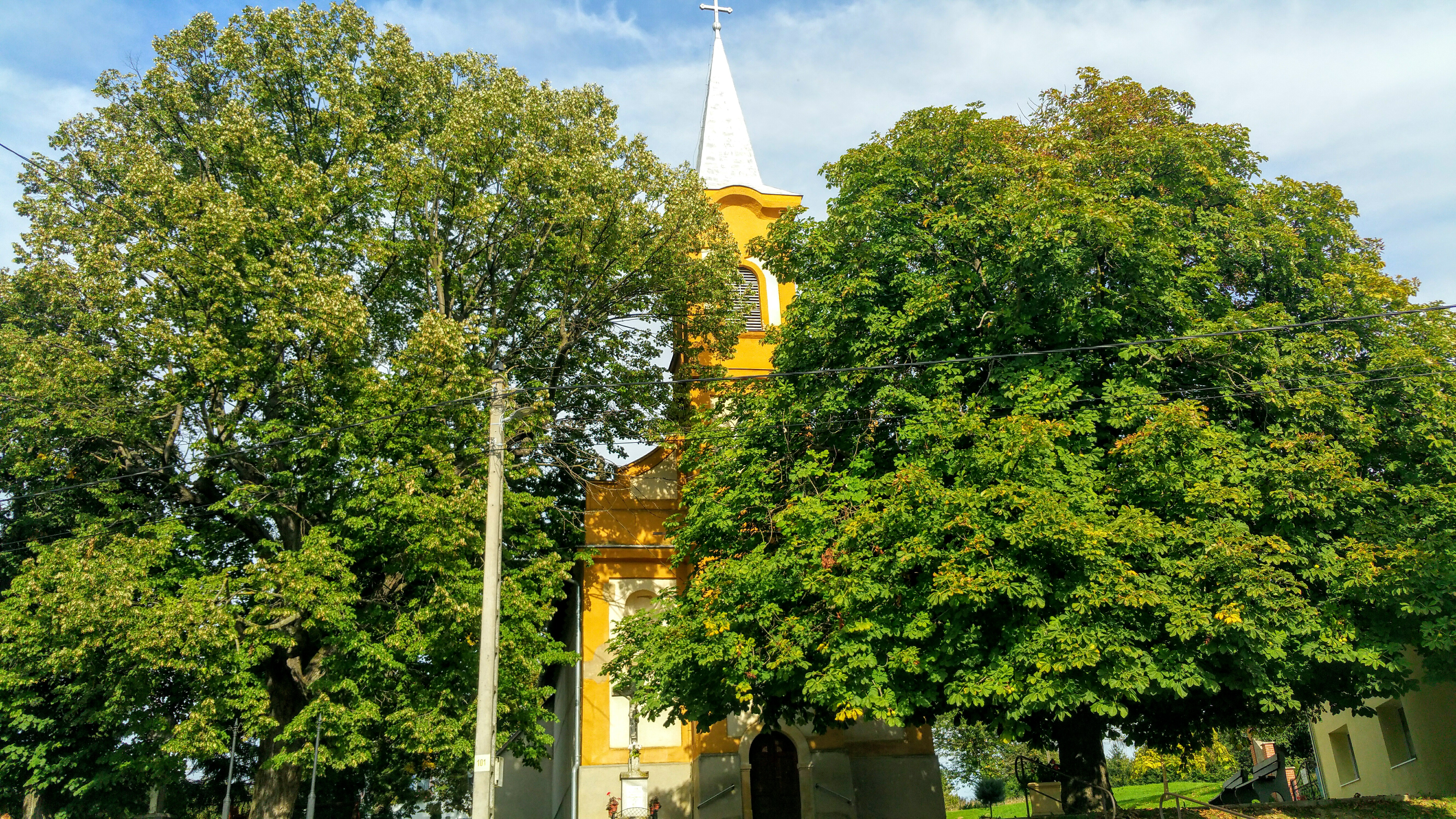
Räm.-kath. Kirche Páduai Szent Antal
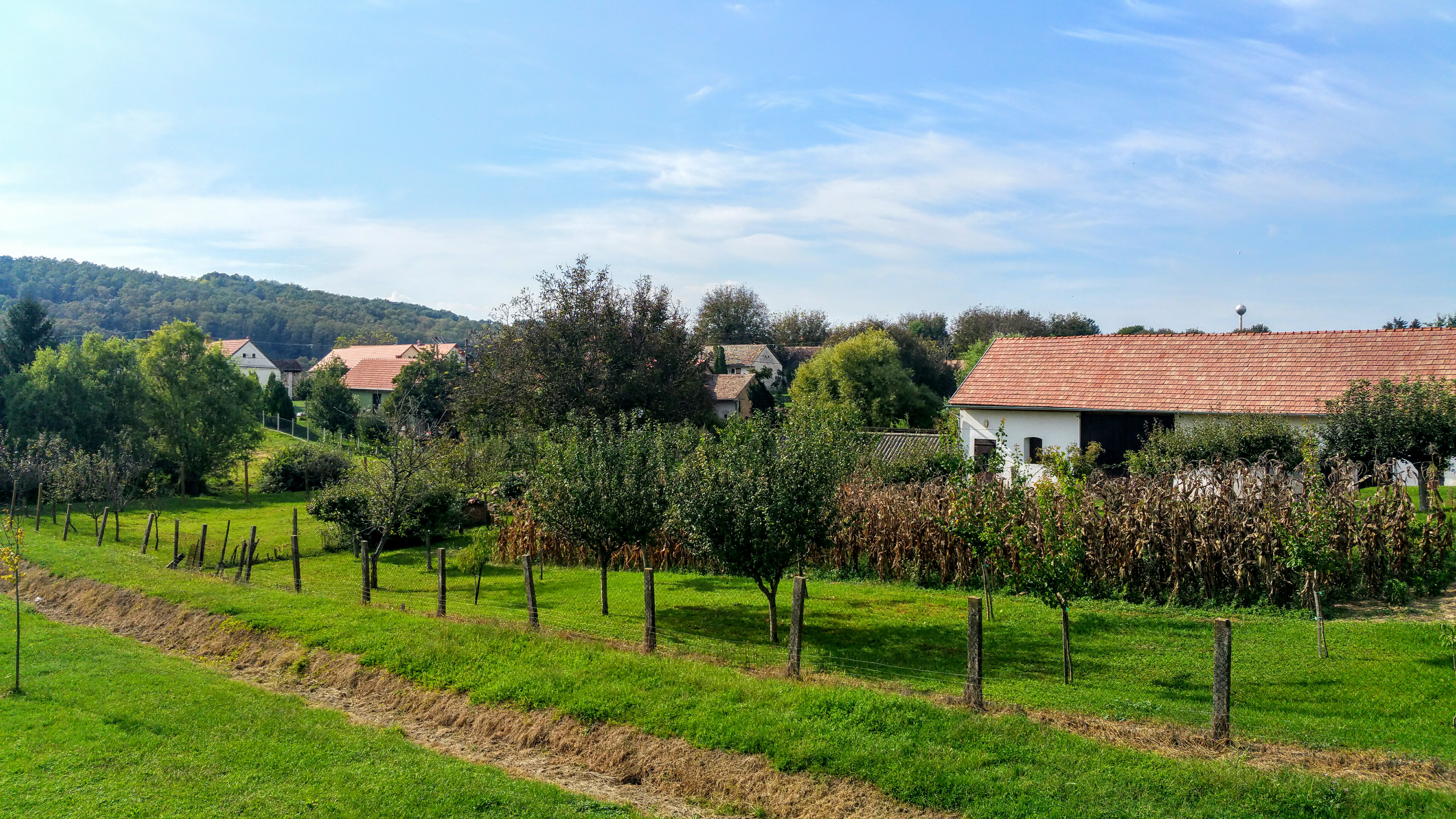
Gärten in Hásságy
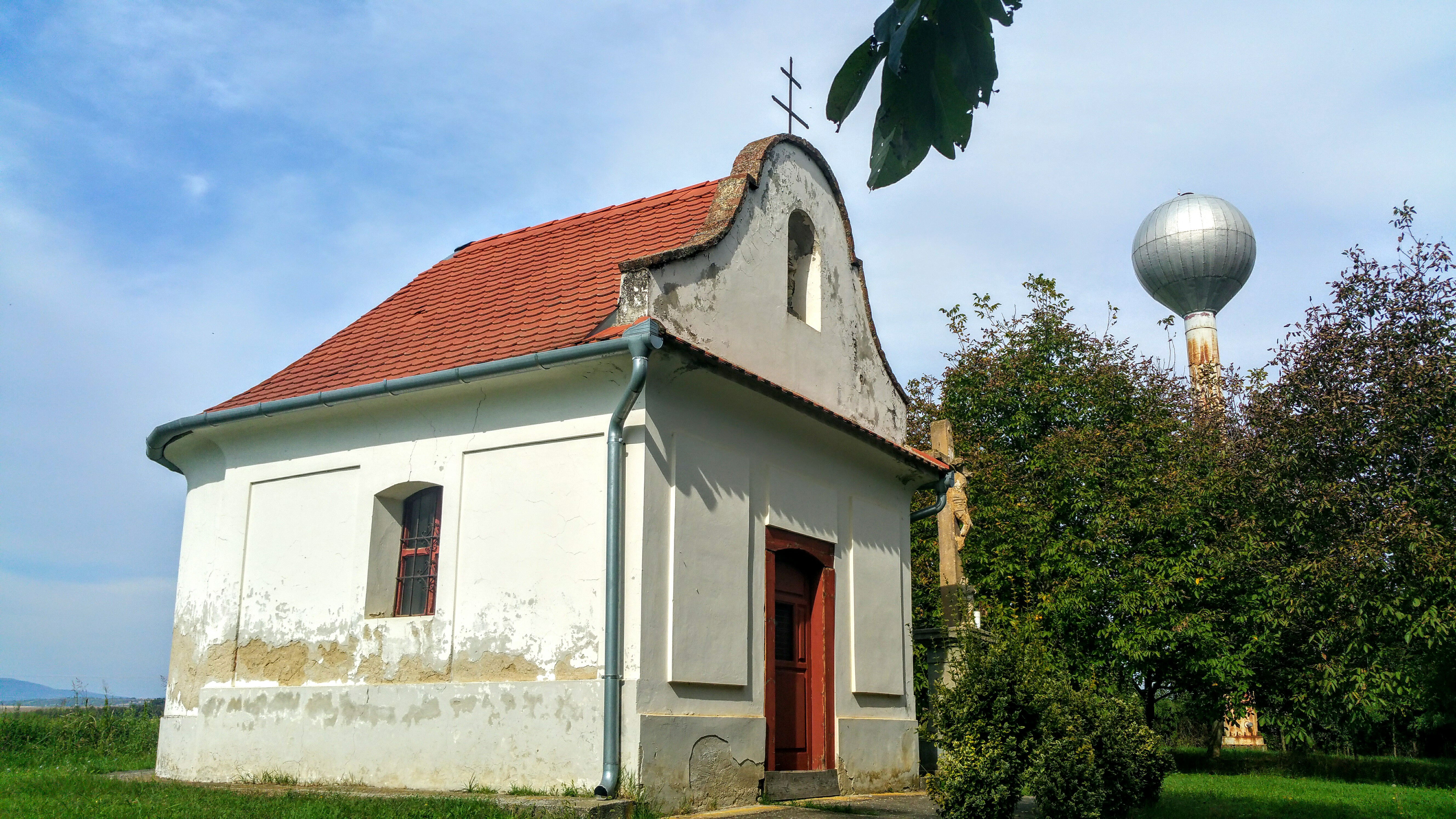
Kapelle Szent Rókus und Wasserturm
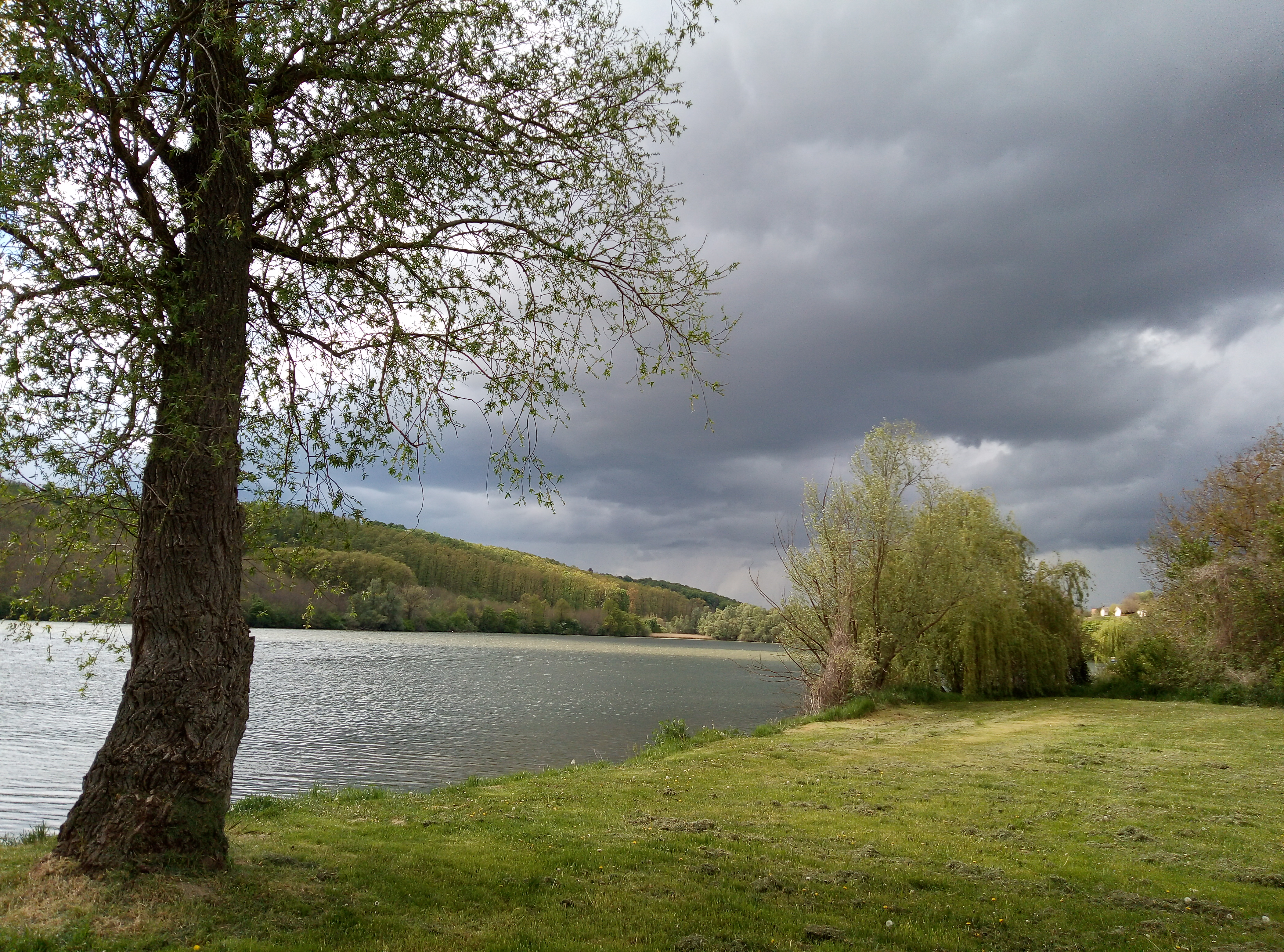
Hásságyi-halastó
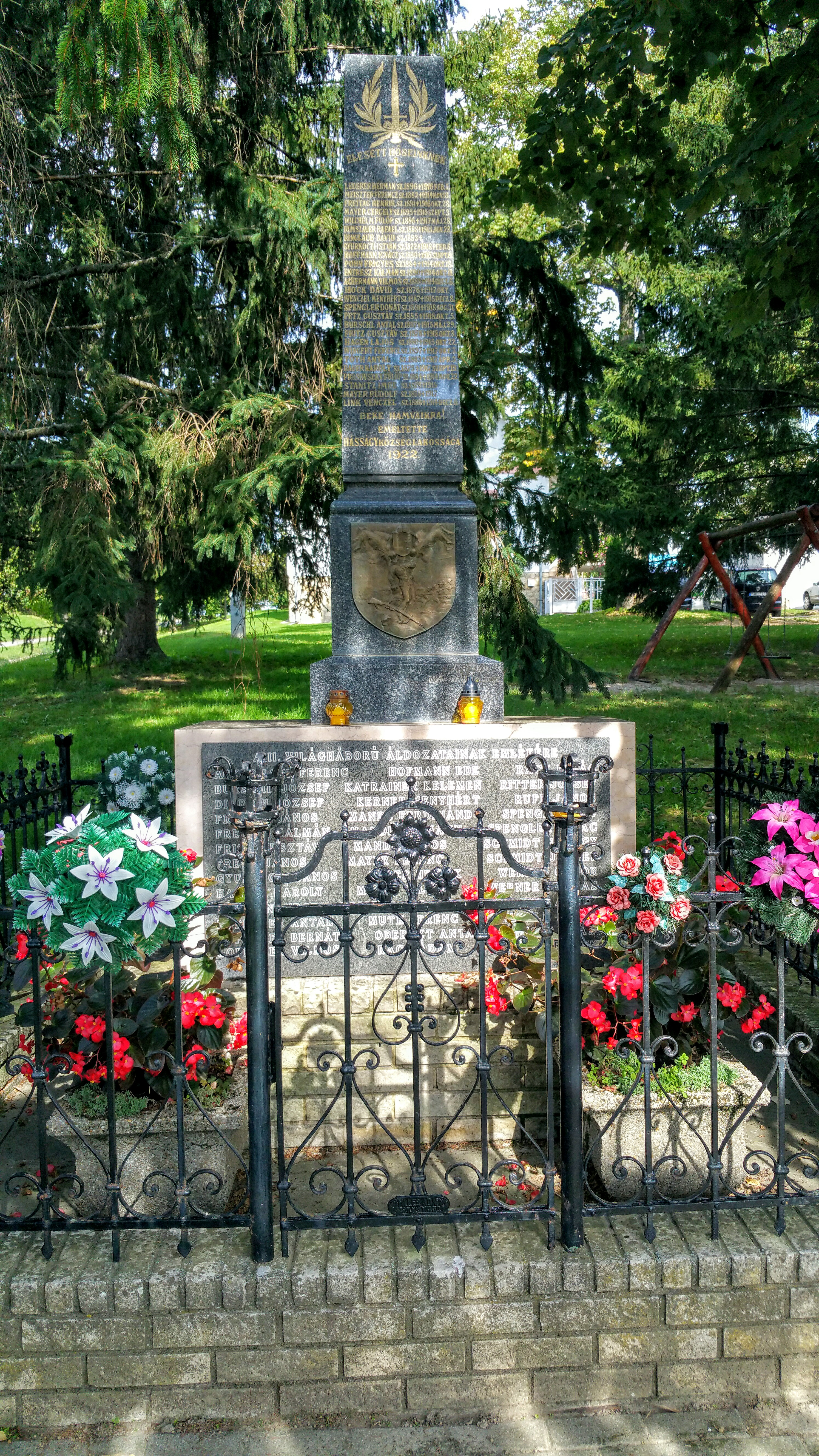
Weltkriegsdenkmal

## Verkehr
Durch Hásságy verläuft die Landstraße Nr. 5611. Es bestehen Busverbindungen über Olasz nach Belvárdgyula sowie über Ellend, Romonya und Bogád nach Pécs, wo sich der nächstgelegene Bahnhof befindet.